# سد رنزونگای
سد رنزونگای (به لاتین: Renzonghai Dam) یک سد در چین است که در Shimian County, Ya'an, Sichuan Province واقع شده‌است.